# Jerry Paris
Jerry Paris (25 de julio de 1925 - 31 de marzo de 1986) fue un actor y director estadounidense, conocido principalmente por interpretar a Jerry Helper, el dentista y vecino de Rob y Laura Petrie en The Dick Van Dyke Show.

## Biografía
Su nombre completo era William Gerald Paris, y nació el 25 de julio de 1925 en San Francisco, California. Sus padres (casados en 1921) eran Samuel Aaron Paris y Esther Mohl. Su madre se casó posteriormente con Milton Grossman cuando Paris era un niño pequeño, pero Paris nunca adoptó legalmente el apellido de su padrastro.
Tras servir en la Marina de los Estados Unidos durante la Segunda Guerra Mundial, asistió a la Universidad de Nueva York y al Actors Studio de Nueva York. Tras graduarse, Paris se trasladó a Los Ángeles, donde asistió a la UCLA y estudió interpretación en el Actors Lab de Hollywood.

## Trayectoria
Como actor, Paris tuvo papeles en importantes películas de la década de 1950, entre las cuales figuran El motín del Caine y The Wild One, y destacó en la televisión por su papel recurrente de Martin "Marty" Flaharty, uno de los hombres de Eliot Ness, en la primera temporada de la serie de la ABC Los Intocables. 
Tras dirigir algunos episodios de "El show de Dick Van Dyke", Paris se dedicó a la dirección, tanto en el cine como en la televisión, incluyendo The Partridge Family y Here's Lucy (el famoso primer episodio de la tercera temporada con Elizabeth Taylor y Richard Burton), destacando la serie televisiva Happy Days, donde dirigió 237 de los 255 episodios del programa. Imitando a Alfred Hitchcock, apareció sin acreditar en al menos un episodio de cada temporada.
Paris también dirigió episodios de Laverne & Shirley, La extraña pareja, El show de Mary Tyler Moore, El show de Ted Knight y Las bellezas de Blansky. Regresó a la dirección de largometrajes en Loca academia de policía 2: Su primera misión (1985) y Loca academia de policía 3: De vuelta a la formación (1986). En total, se le atribuye la dirección de episodios de 57 series de televisión y la actuación en 105.

## Vida personal
Paris se casó con Ruth Lincoln Benjamin en Santa Bárbara (California), el 19 de diciembre de 1954. Tuvieron tres hijos, Tony, Julie y Andy. Estuvieron casados hasta la muerte de ella, el 13 de agosto de 1980, en Los Ángeles, California, a la edad de 51 años.

## Muerte
El 18 de marzo de 1986, Paris fue hospitalizado en el Cedars-Sinai Medical Center, donde los médicos descubrieron que tenía un tumor cerebral. Fue sometido a dos operaciones, pero los médicos no pudieron extirpar el tumor. Paris permaneció hospitalizado hasta su muerte el 31 de marzo a la edad de 60 años. El 2 de abril se celebró un funeral privado en la casa de Paris en Pacific Palisades.
Jerry Paris estuvo casado con Ruth Benjamin, con la que tuvo tres hijos, y que falleció en 1980. Paris murió a causa de complicaciones surgidas tras ser intervenido por un tumor cerebral en Los Ángeles, California, en 1986. Tenía 60 años de edad. Sus restos fueron incinerados, y las cenizas entregadas a sus allegados.

## Filmografía
| - Leo and Loree (1980) - Every Man Needs One (1972) - Evil Roy Slade (1972) - But I Don't Want to Get Married! (1970) - The Eleventh Hour, como Marty Kane en "What Did She Mean by Good Luck?" (1963) - The Lloyd Bridges Show (1962), en el episodio "Big Man, Little Bridge" - The Dick Van Dyke Show (1961) - The Great Impostor (El gran impostor) (1961) - Michael Shayne (1960) - Steve Canyon (1958) - Los Intocables (1959) - Career (Los ambiciosos) (1959) - No Name on the Bullet (1959) - The Naked and the Dead (1958) - Sing, Boy, Sing (1958) - The Lady Takes a Flyer (Escala en Tokio) (1958) - The Female Animal (1958) - Those Whiting Girls (1955) - Man on the Prowl (1957) - Zero Hour! (Suspense... Hora cero) (1957) - I've Lived Before (1956) - Hey, Jeannie! (1956) - Crusader (CBS, 1956) - D-Day the Sixth of June (1956) - Never Say Goodbye (Hoy como ayer) (1956) - Hell's Horizon (1955) - Good Morning, Miss Dove (La terrible Miss Dove) (1955) - The View from Pompey's Head (1955) - The Naked Street (La calle desnuda) (1955) - Marty (1955) - Unchained (1955) - El motín del Caine (1954) - Prisoner of War (1954) - Drive a Crooked Road (1954) - The Wild One (1953) - Flight to Tangier (1953) - Sabre Jet (Alas de fuego) (1953) - The Glass Wall (1953) - Bonzo Goes to College (1952) - Submarine Command (1951) - The Flying Missile (1950) - Cyrano de Bergerac (1950) - Con las horas contadas (1950) | - You Again? (1986) - Loca academia de policía 3: De vuelta a la escuela (1986) - Loca academia de policía 2: Su primera misión(1985) - Leo and Loree(1980) - Make Me an Offer (1980) - Blansky's Beauties (1977) (serie televisiva) - How to Break Up a Happy Divorce (1976) - Good Heavens (1976) (serie televisiva) - When Things Were Rotten (1975) - The Fireman's Ball (1975) (piloto televisivo) - Only with Married Men (1974) - Días felices (1974–84) - Thicker Than Water (1973) (serie televisiva) - Every Man Needs One (1972) (TV) - The Couple Takes a Wife (1972) (TV) - Keeping Up with the Joneses (1972) (piloto) - Wednesday Night Out (1972) (piloto) - Evil Roy Slade (1972) - Call Her Mom (1972) - Star Spangled Girl (1971) - What's a Nice Girl Like You...? (1971) - Two on a Bench (1971) (TV) - The New Dick Van Dyke Show (1971) - The Feminist and the Fuzz (1971) - But I Don't Want to Get Married! (1970) - Barefoot in the Park (1970, serie televisiva) - The Odd Couple (1970–75) - Mary Tyler Moore (1970) - McCloud (1970) - The Grasshopper (Saltarina) (1970) - Viva Max! (1969) - Love, American Style (1969) - Here's Lucy (1968) (serie televisiva) - How Sweet It Is! (Matrimonio 69) (1968) - Never a Dull Moment (1968) - Sheriff Who? (1967) (piloto) - Hey, Landlord! (1966–67) (serie televisiva) - That Girl (1966) - Don't Raise the Bridge, Lower the River (1968) - The Munsters (1964) - The Farmer's Daughter (1963) - The Dick Van Dyke Show (1963-66) - The Joey Bishop Show (1961) - The Silent Service, 2 episodios (1957) |